# Massachusetts Institute of Technology
A Massachusettsi Műszaki Egyetem (angolul Massachusetts Institute of Technology, gyakran rövidítve MIT-ként, ejtsd: emájtí) az Amerikai Egyesült Államok Massachusetts államában működő magánegyetem és kutatóintézet. Az MIT Boston városának Cambridge nevű elővárosában, a Charles folyó partján fekszik. Jelentősen különbözik a világ egyetemeinek nagy többségétől abban, hogy diákjainak jóval több mint a fele az egyetem valamelyik posztgraduális képzésében vesz részt.
Az MIT széles körben ismert a tudomány és a technika területén és több más téren, így például menedzsment, közgazdaságtan, nyelvészet, államigazgatás és filozófia. Eddig összesen 98 jelenlegi és korábbi tagja kapott Nobel-díjat.
2023-ban a legfelsőbb bíróság megtiltotta, hogy az egyetemek faji alapon hozzanak döntést a jelentkezők felvételéről.A döntés következtében a felvett afroamerikaiak aránya 15%-ról 5%-ra csökkent, az Ázsiából származó felvettek aránya 40%-ról 47%-ra emelkedett, a fehérek aránya pedig nagyjából változatlan maradt.

## Az egyetem híres egykori diákjai
Az egyetem jellegéből következően az MIT híres volt diákjainak többsége a természettudományok és a technika területén dolgozik. Akad azonban néhány kivétel, mint Kofi Annan volt ENSZ-főtitkár, Benjámín Netanjáhú izraeli miniszterelnök, Noam Chomsky nyelvész, vagy Ben Bernanke amerikai jegybankelnök.

## Magyar vonatkozások
- Kálmán Rudolf Emil (1930–2016) amerikai magyar villamosmérnök, matematikus, a Magyar Tudományos Akadémia (MTA) tagja 1953-ban itt szerzett villamosmérnöki diplomát.
- Kuti Gyula (1940–) fizikus, az MTA tagja 1973–1974-ben az iskola vendégprofesszora volt.
- Tisza László (1907–2009), a szuperfolyékony He-II tulajdonságait szemléletesen értelmező kétfolyadékos modell megalkotója, fizikaprofesszor volt itt.[4]

## Tagság
Az egyetem az alábbi szervezeteknek a tagja:
- Digitális Könyvtárak Szövetsége
- DDI Alliance
- LIGO Tudományos Együttműködés
- Consortium of Social Science Associations
- Shibboleth Konzorcium
- arXiv
- Northeast University Semiconductor Network
- ORCID
- Association of American Universities
- Amerikai Oktatási Tanács
- Nemzeti Bölcsészettudományi Szövetség
- Higher Education Leadership Initiative for Open Scholarship
- Információhálózati Koalíció
- Association of Public and Land-grant Universities
- Open Education Global
- Scholarly Publishing and Academic Resources Coalition
- Council on Governmental Relations

## Leányszervezetek
Az egyetem alá az alábbi szervezetek tartoznak:
- Deshpande Center for Technological Innovation, Massachusetts Institute of Technology
- Phillip T. and Susan M. Ragon Institute
- Cambridge–MIT Institute
- Novartis-MIT Center for Continuous Manufacturing
- McGovern Institute for Brain Research
- Picower Institute for Learning and Memory
- Bates Research and Engineering Center
- MIT School of Architecture and Planning
- Massachusetts Institute of Technology School of Science
- MIT Sloan School of Management
- MIT School of Humanities, Arts, and Social Sciences
- MIT Schwarzman College of Computing
- MIT Museum
- MIT Lincoln Laboratory

## Ingatlanok és szervezetek
Az egyetem alá az alábbi ingatlanoknak és szervezeteknek a tulajdonosa:
- Stata Center
- CBCL Face Database